# Duomyia obscura
Duomyia obscura är en tvåvingeart som beskrevs av Walker 1849. Duomyia obscura ingår i släktet Duomyia och familjen bredmunsflugor. Inga underarter finns listade i Catalogue of Life.